# Michael Arrington
J. Michael Arrington (nascido em 13 de março de 1970) é o fundador e ex-co-editor americano do TechCrunch, um blog que cobre as comunidades de startups de tecnologia do Vale do Silício e o campo tecnológico mais amplo na América e em outros lugares. Revistas como Wired e Forbes nomearam Arrington uma das pessoas mais poderosas da Internet. Em 2008, ele foi selecionado pela TIME Magazine como uma das pessoas mais influentes do mundo.

## Biografia
Nascido em Huntington Beach, Califórnia, Arrington cresceu em Huntington Beach e Surrey, Inglaterra. Ele freqüentou a Universidade da Califórnia, Berkeley, e se formou na Claremont McKenna College com especialização em economia. Ele ingressou na Stanford Law School e se formou em 1995. Ele exerceu o direito societário e de valores mobiliários na O'Melveny & Myers e Wilson Sonsini Goodrich & Rosati.
Arrington deixou a prática da lei para ingressar na Real Names, que falhou após levantar US$ 100 milhões. Arrington foi co-fundador da Achex, uma empresa de pagamentos pela Internet, vendida para a First Data Corp por US$ 32 milhões e agora é o back-end da Western Union online. "Fiz o suficiente para comprar um Porsche. Não muito mais", disse ele em 2007.
Seus outros empreendimentos incluem o co-fundador do Zip.ca e o Pool.com, atuando como diretor operacional da Razorgator e fundando o Edgeio. Ele também atuou no conselho de administração da startup Foldera, que estava projetando um software como ferramenta organizacional de serviço.
Ele se identifica como libertário, dizendo: "Eu apenas vejo o governo como uma coisa que nos impede de fazer as coisas".

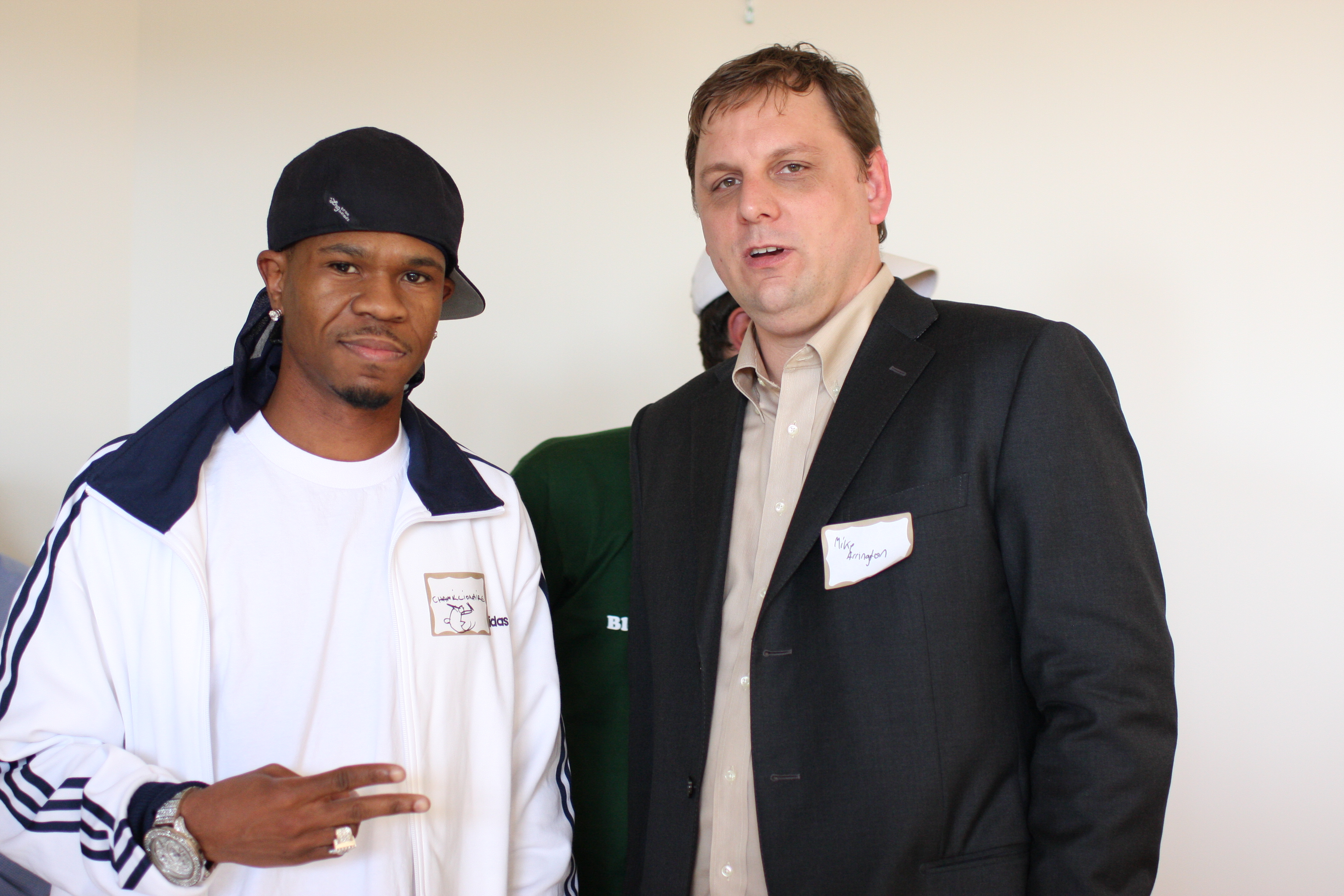
Michael Arrington com Chamillionaire

Em 2013, ele foi acusado de abuso físico por uma ex-namorada. Arrington processou a mulher por difamação e ela concordou em retirar suas acusações contra ele e pedir desculpas.

## TechCrunch
Arrington ganhou destaque na Internet com seu blog do Vale do Silício, TechCrunch. O TechCrunch cobre startups e notícias da Internet. No início de setembro de 2011, foi relatado que Arrington não estava mais empregado pelo TechCrunch, mas associado a uma nova empresa de investimentos, a AOL Ventures. Dentro de dias, foi relatado que ele não estava mais associado à AOL Ventures.
Em outubro de 2012, Arrington voltou a escrever para o blog Tech Crunch.

## CrunchFund
Em 2011, Arrington fundou uma empresa de capital de risco chamada CrunchFund, juntamente com M. G. Siegler e Patrick Gallagher. Em 2014, a CrunchFund investiu na BlueFly, uma varejista on-line, adquirida em maio de 2013 por afiliadas do Clearlake Capital Group por US$ 13 milhões. Como resultado do investimento da CrunchFund, a ex-CEO do BlueFly, Melissa Payner, retornou ao BlueFly.

## CrunchPad
Em julho de 2008, Arrington iniciou um projeto chamado Crunchpad, mais de um ano antes do lançamento do iPad. O Crunchpad era para ser um computador tablet acessível, que atendia a um nicho entre computadores de mesa e laptops. No entanto, surgiram disputas entre Arrington e os desenvolvedores que ele havia escolhido para o Crunchpad. Os desenvolvedores se separaram de Arrington e lançaram o dispositivo por conta própria, mas ele recebeu poucas vendas e os desenvolvedores faliram mais tarde.